# Upplands Väsby
Upplands Väsby é uma cidade da Suécia, situada na província da Uplândia, condado de Estocolmo e comuna de  Upplands Väsby, onde é sede. Segundo o censo de 2010, havia 37 594 habitantes. No censo de 2018, aparece junto de Estocolmo.